# Santos Reyes Tepejillo
Santos Reyes Tepejillo är en kommunhuvudort i Mexiko.   Den ligger i kommunen Santos Reyes Tepejillo och delstaten Oaxaca, i den sydöstra delen av landet, 250 km sydost om huvudstaden Mexico City. Santos Reyes Tepejillo ligger 1 952 meter över havet och antalet invånare är 1 136.
Terrängen runt Santos Reyes Tepejillo är lite bergig, och sluttar norrut. Runt Santos Reyes Tepejillo är det ganska glesbefolkat, med 25 invånare per kvadratkilometer. Närmaste större samhälle är Santiago Juxtlahuaca, 13,8 km sydväst om Santos Reyes Tepejillo. I omgivningarna runt Santos Reyes Tepejillo växer huvudsakligen savannskog.